# John Davies (Leichtathlet, 1949)
John Davies (* 17. Januar 1949) ist ein ehemaliger britischer Mittelstreckenläufer, der sich auf die 800-Meter-Distanz spezialisiert hatte.
Bei den British Commonwealth Games 1970 in Edinburgh wurde er für England startend Fünfter. 1971 wurde er bei den Leichtathletik-Halleneuropameisterschaften in Sofia Vierter.

## Persönliche Bestzeiten
- 800 m: 1:46,9 min, 4. Juli 1972, Oslo
  - Halle: 1:48,1 min, 27. Februar 1971, Cosford